# گاومگس
گاومگس(نام علمی: Bombyliidae) نام یک تیره از راسته مگس است.